# Estación de bomberos de Hook & Ladder Company 8
La estación de Hook & Ladder Company 8 es una estación de bomberos del Departamento de Bomberos de la Ciudad de Nueva York (FDNY), ubicada en el número 14 de la North Moore Street en su intersección con Varick Street, en el barrio de Tribeca, Manhattan, Nueva York. Su exterior se ha hecho famoso como la base de los Cazafantasmas en la franquicia de películas de comedia sobrenatural del mismo nombre.

## Historia
La estación de bomberos fue construida en 1903 después del establecimiento del FDNY como la base de la compañía de bomberos Hook and Ladder 8, anteriormente independiente. El edificio fue diseñado como el primero de una serie de estaciones de bomberos de estilo Beaux-Arts por el superintendente de edificios de la ciudad, Alexander H. Stevens. El edificio, que originalmente tenía dos puertas para vehículos, se redujo a la mitad en 1913 después de que se ampliara la calle Varick.
Los bomberos de Hook & Ladder 8 estuvieron entre los primeros en responder a los ataques del 11 de septiembre de 2001. En 2011, la estación de bomberos fue amenazada con el cierre después de que la administración de la ciudad planeara cerrar 20 compañías de bomberos para ahorrar dinero. Pero después de una campaña pública para salvarlo, apoyada por el posterior alcalde Bill de Blasio y el actor Steve Buscemi (este último, un bombero de la ciudad de Nueva York de 1980 a 1984), la estación de bomberos permanece en servicio. De 2016 a 2018 estuvo sujeto a una renovación que costó seis millones de dólares.

## En la cultura popular

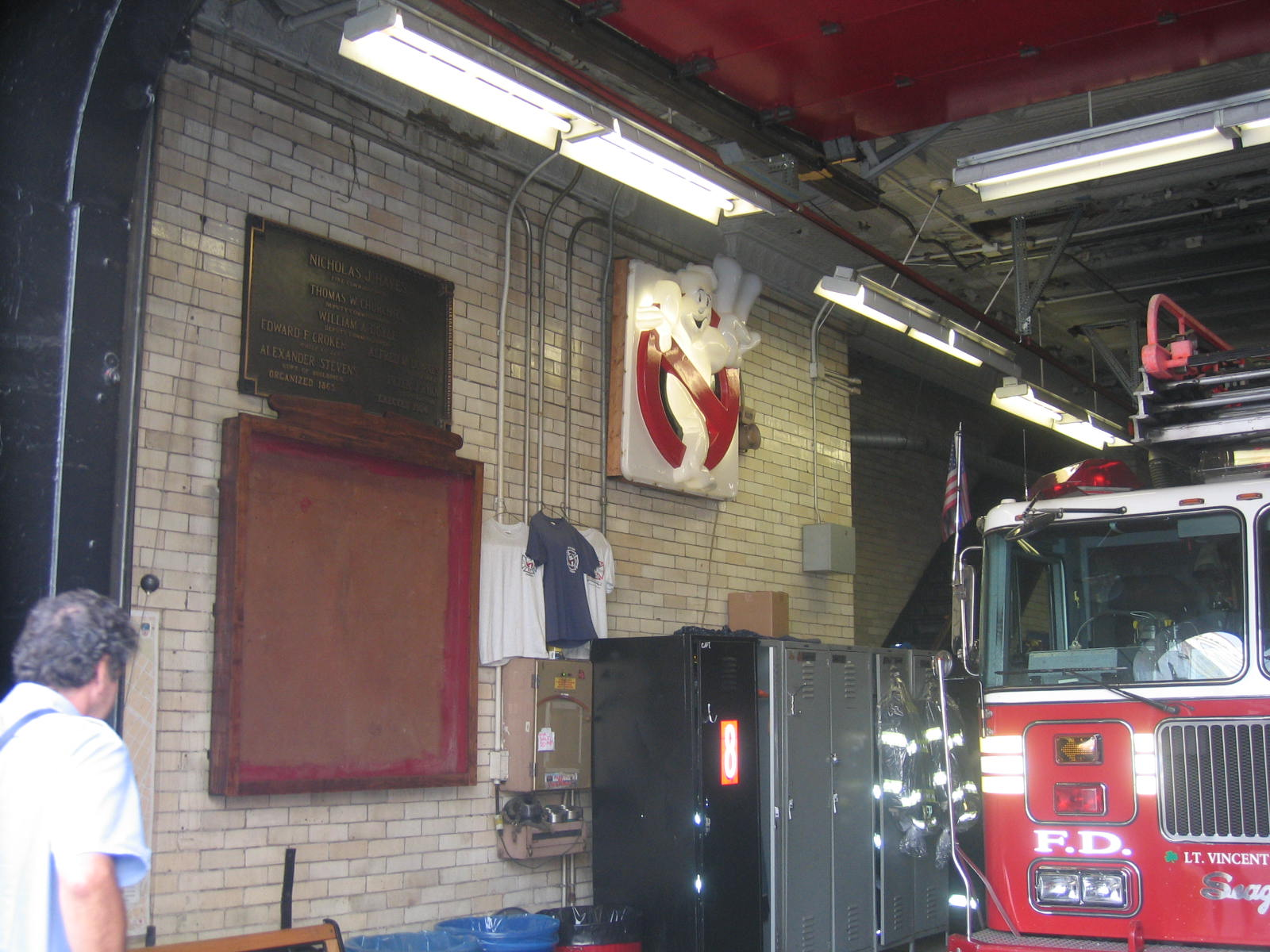
Logo de la segunda película de Ghostbusters que cuelga en la pared

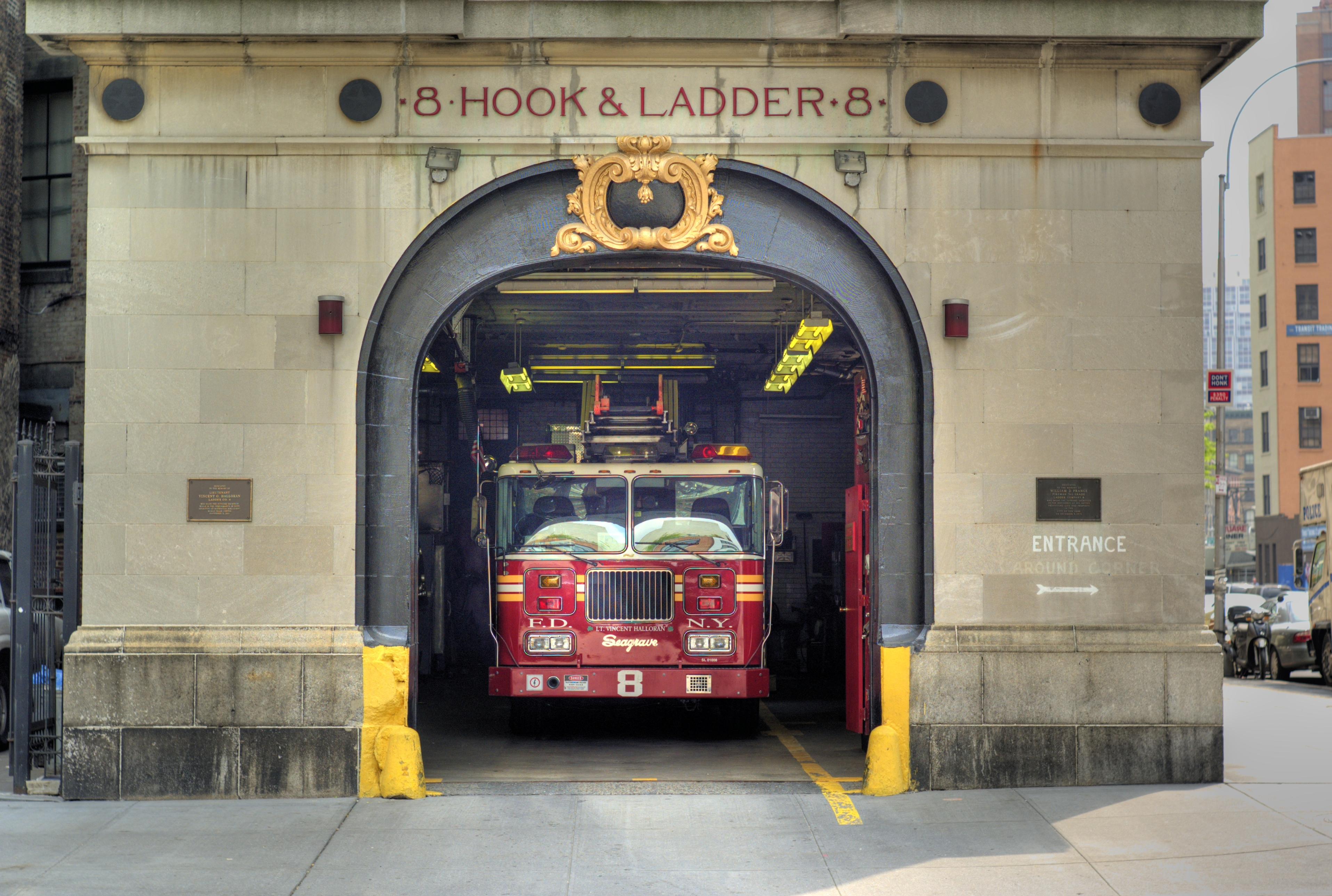
Puerta principal del edificio, con un camión de bomberos en su interior

La estación de bomberos fue seleccionada como la base de los Cazafantasmas para la película de 1984 después de que un primer borrador del guion preveía a los Cazafantasmas como un servicio público muy parecido al departamento de bomberos. Según se informa, se eligió la estación de bomberos porque el escritor Dan Aykroyd conocía el área y le gustaba el edificio. Mientras que la estación de bomberos sirvió como escenario para las escenas exteriores, el interior de la base de los Cazafantasmas se filmó en un estudio de Los Ángeles y en la Estación de Bomberos n.º 23, una estación de bomberos de Los Ángeles fuera de servicio.
En la película de 2016, la estación de bomberos aparece en dos ocasiones.
La estación también apareció en la película de 1994 La máscara como una instalación de reparación de automóviles, en la película de 2005 Hitch y en episodios de la serie de televisión Seinfeld y How I Met Your Mother. En 2015, Lego anunció un conjunto de 4634 piezas —Ghostbusters Firehouse Headquarters— basado en el edificio, que fue lanzado en enero de 2016. Es el noveno conjunto más grande jamás creado por Lego.